# Владо Додовски
Владо Борисов Додовски (на македонска литературна норма: Владо Додовски) е журналист, театрален критик и писател от Република Македония.

## Биография
Роден е в 1938 година в село Гявато, Битолско, тогава в Кралство Югославия. Внук е на българския революционер Васил Додов. Завършва основно образование и гимназия в Битоля, след което завършва Философския факултет на Скопския университет. За кратко работи като езиков редактор във вестник „Вечер“, а от 1966 година работи в „Битолски Весник“. Две години е директор на Народния театър в Битоля, след което отново се връща в „Битолски Весник“.
Над 30 година пише театрална критика и следи работата на Народния театър в Битоля. Автор е и на повести и разкази за деца, на романи, преводи на пиеси, играни на битолска сцена, и други.
Носител е на наградата на град Битоля „4-ти ноември“.
Умира в 1999 година в Битоля.